# بورغ باي ماغدبورغ
بورغ (تُعرف أيضًا باسم بورغ باي ماغديبورغ لتمييزها عن الأماكن الأخرى التي تحمل الاسم نفسه)(بالألمانية: Burg bei Magdeburg)، هي عاصمة مقاطعة Jerichower Land في ولاية ساكسونيا أنهالت في ألمانيا. تقع بالقرب من قناة إلبه هافل [الإنجليزية] في شمال شرق ألمانيا على بعد 25 كم (16 ميل) شمال شرق ماغديبورغ. في عام 2022 بلغ عدد سكانها حوالي 22,254 نسمة.
تشتهر المدينة بكنائسها وأبراجها التي تعود إلى العصور الوسطى. وبسبب الأبراج العديدة وأبراج الكنيسة تسمى أيضًا مدينة الأبراج. تظهر بورغ (مثل البلدات والمدن الألمانية الأخرى) ارتباطها بملحمة رولاند بتمثال تم ترميمه في عام 1999 .

## المدن التوأمة
- غومرسباخ.

## أعلام
- غونتر هيرشمان
- هاينز هينيغ
- كارل فون كلاوزفيتز
- وولفغانغ سيغوين
- هيرمان إغرت